# Przyborze (Wichów)
Przyborze – przysiółek wsi Wichów w Polsce, położony w województwie lubuskim, w powiecie żagańskim, w gminie Brzeźnica. Wchodzi w skład sołectwa Wichów.
W latach 1975–1998 przysiółek należał administracyjnie do województwa zielonogórskiego.